# 武汉火车站 (武汉地铁)
武汉火车站位于中華人民共和國湖北省武汉市洪山区武汉站地下，是武汉地铁4号线的地铁车站，也是其终点站，將來會是4号线与规划中的10号线的换乘车站。

## 车站构造

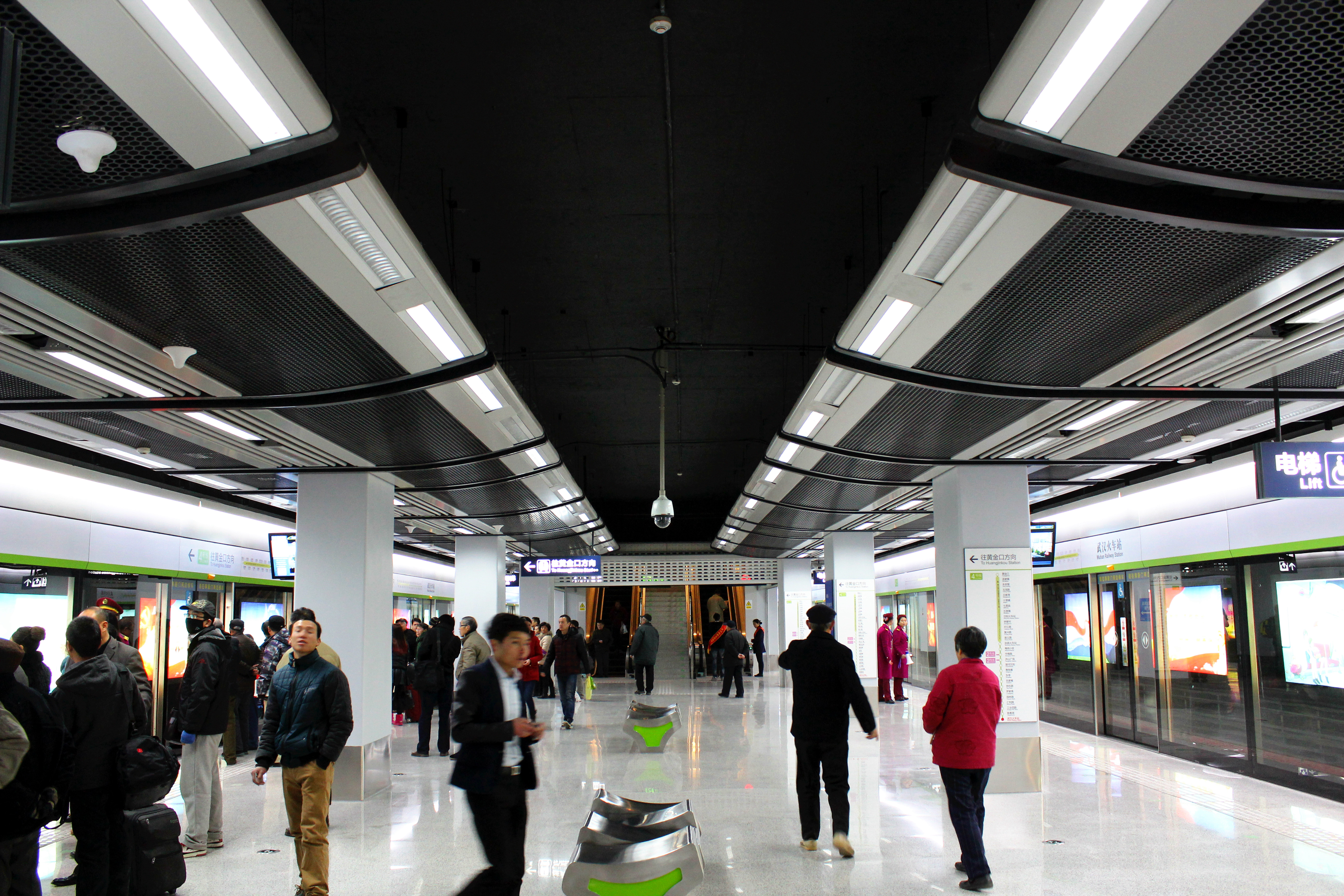
車站站台

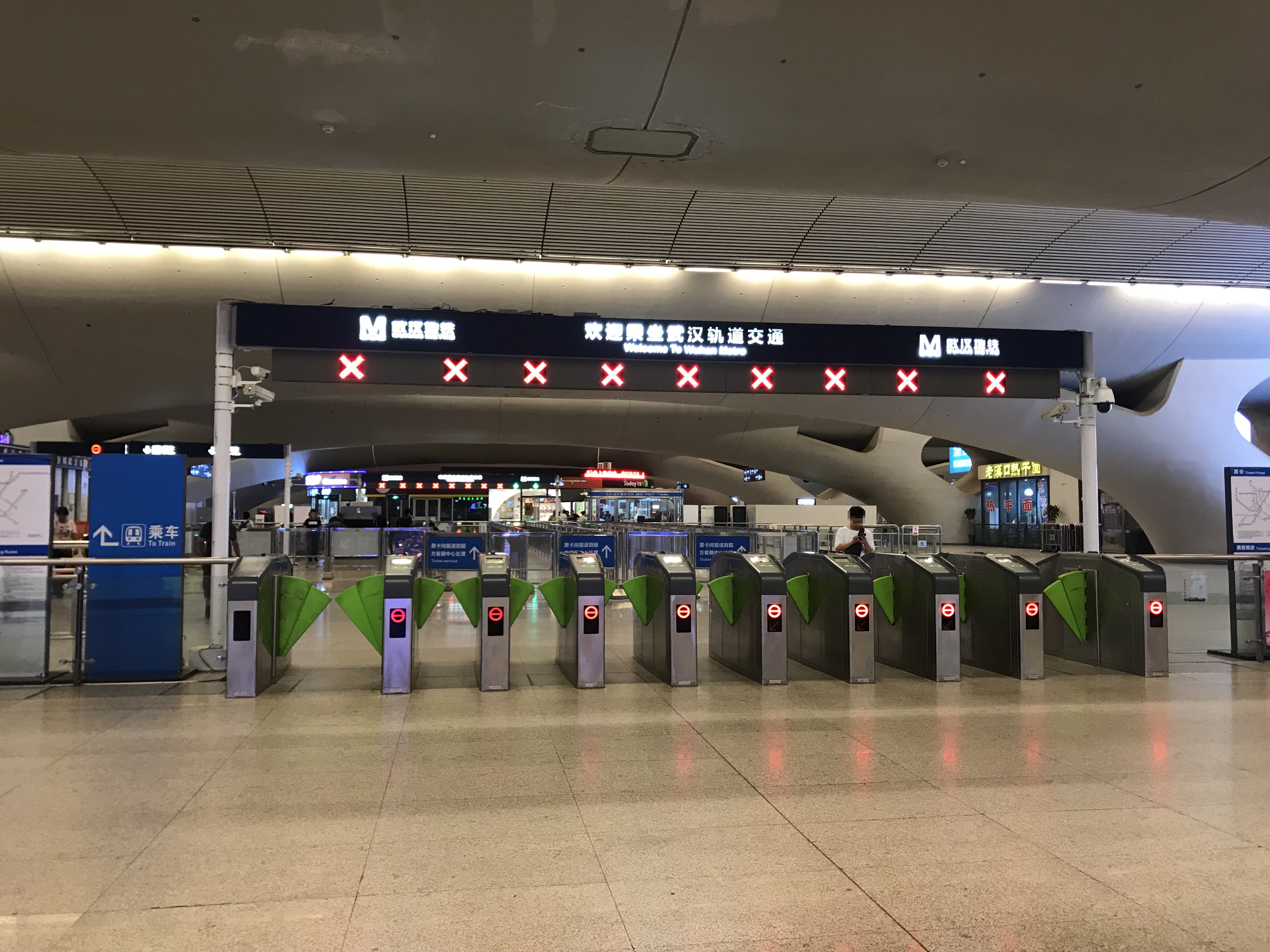
地鐵站入口

4号线车站位于武汉市洪山杨春湖附近，並位于武漢站車站地下一層，為高速鐵路與地鐵共構車站。沿武汉火车站中轴线与武汉火车站垂直相交，起訖里程为CK29+745.4-CK30+224.4，车站中心里程CK30+018。车站总长325.4米，为地下一层车站，地铁站站厅利用火车站一层开放式地面空间设置，总建筑面积25815㎡。区间隧道位于车站东西两侧，西侧从工业四路站至武汉火车站，东侧从武汉火车站接入4号线青山车辆段。车站于2006年9月开标、同月开工，主体结构于2010年4月29日完工。
目前，4号线车站共有两个出入口，均位于武汉站一层站厅内。西側出入口近19号线武汉站西广场站及和谐路、白马洲村，東側出入口近5号线武汉站东广场站及公交站。

### 楼层分布
| 地面      | 東站廳                                   | 國鐵取票機、地鐵售票機、客服中心、武漢通充值、武漢站东广场 |  |
| 地面      | 西站廳                                   | 國鐵取票機、地鐵售票機、客服中心、武漢通充值、武漢站西广场 |  |
| 地下 一層 |                                          | █ 4号线列車往柏林 （杨春湖）                               |  |
| 地下 一層 | 島式月台，左邊車門將會開啟               |                                                            |  |
| 地下 一層 | █ 4号线终点，列車清客站台 （不開放上車） |                                                            |  |
| 地下 一層 | █ 10号线列车往武汉商务区（北洋桥）       |                                                            |  |
| 地下 一層 | 島式月台，左邊車門將會開啟               |                                                            |  |
| 地下 一層 | █ 10号线列车往白玉山（铁铺岭）           |                                                            |  |

## 未来发展
武汉火车站周边未来会实现4号线与5号线、10号线以及19号线的四线换乘。其中，5号线武汉站东广场站位于武漢站与三环路之间，车站平行于三环线南北向布置，为地下三层岛式车站，车站中心里程为CK33+808.809，于2021年随着5号线开通而启用。19号线武汉站西广场站则设置于武汉火车站西广场，靠近黄鹤路布置，为地下二层双岛式车站，站台长度为495米，车站中心里程右AK0+736.000，于2023年随19号线开通启用。10号线（新港线）则在武汉火车站地下一层预留有一组岛式站台，但10号线（新港线）目前仍处于规划阶段，具体开通时间待定。
由于现4号线车站站台设于武汉站一层到达区内，并无独立的站厅层。因此，其能否与其他三条线路设置通道进行付费区内换乘仍是未知数。2025年7月31日，本站与武汉站东广场站、武汉站西广场站之间开通虚拟换乘功能，可持同一单程票、储值卡或乘车码在30分钟内出站前往另一站进站连续计费。

### 内部链接
- 武汉地铁车站列表